# Kanto-Gakuin-Universität

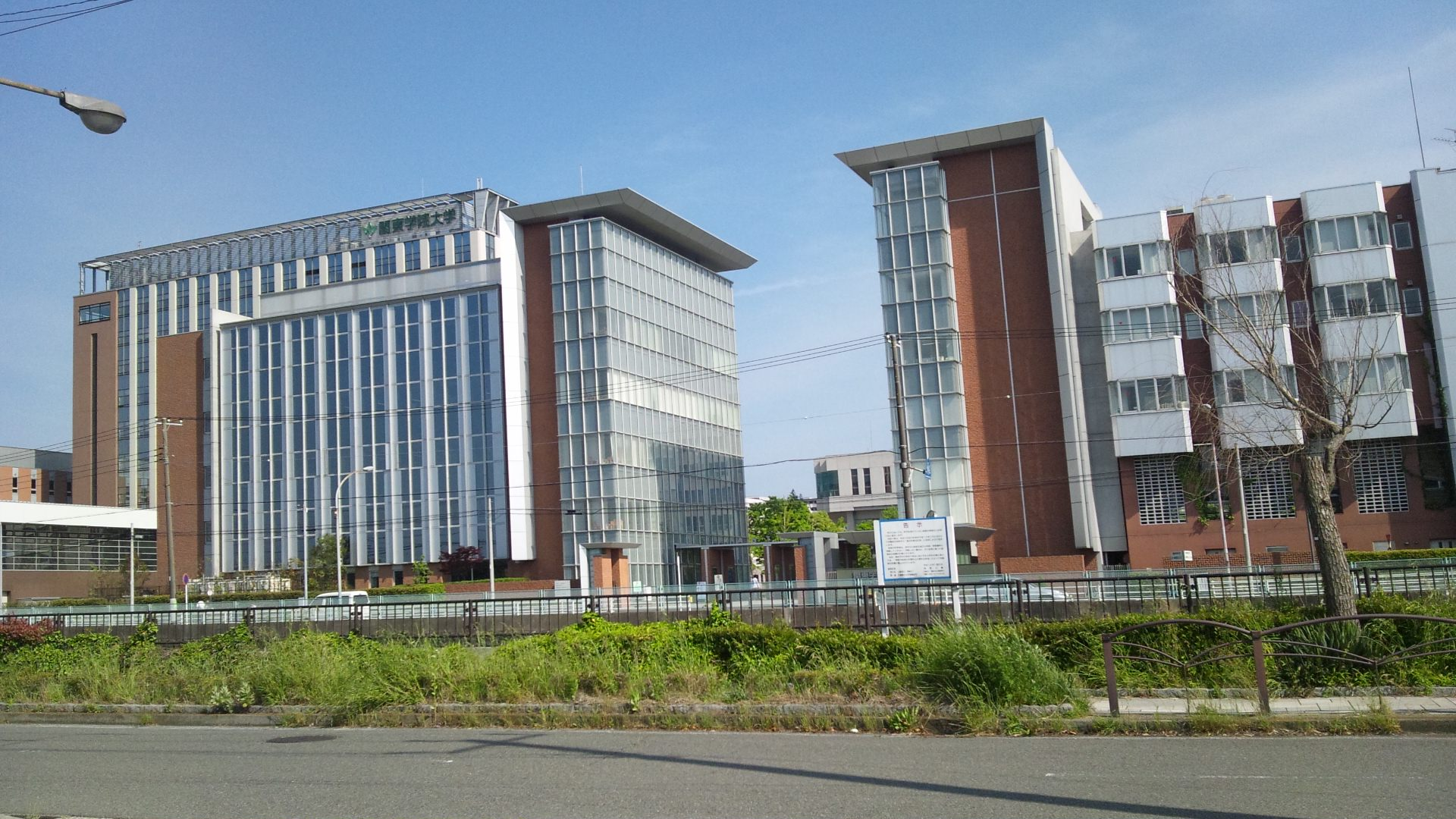
Kanazawa Hakkei Campus, Hauptsitz der Universität

Die Kanto-Gakuin-Universität (japanisch: 関東学院大学, Kantō Gakuin Daigaku; KGU) ist eine private, christlich geprägte Hochschule in Japan, die in Yokohama in der Präfektur Kanagawa in Japan liegt.

## Geschichte

### Kanto-Gakuin-Universität
1884 gründete die American Baptist Foreign Mission Society im historischen Stadtviertel Yamate, einem Vorort von Yokohama das Baptist Theological Seminary Yokohama. Gründer und erster Rektor der Schule war der US-amerikanische Baptistenmissionar Albert Arnold Bennett. Das Seminar wurde später umbenannt in The Graduate (Theological) School of Tokyo Baptist Academy.
In Miharudai in Yokohama wurde 1919 die Kanto Gakuin Junior High School gegründet. Deren erster Direktor war Tasuku Sakata, der das Schulmotto „Sei ein Mann und diene der Welt“ entwickelte. Es wird heute als „Sei ein Mensch und diene der Welt“ verwendet.
1927 fusionierte die Kanto Gakuin Junior High School mit der Graduate School of Tokyo Baptist Academy. Nach einer weiteren Fusion mit der Aoyama Gankuin entstand eine Technische Hochschule.
Im Zusammenhang mit Bildungsreformen entstand 1949 aus der Technischen Hochschule die Kanto-Gakuin-Universität. Sie wurde 1966 durch einen Theologischen Fachbereich, 1968 durch den Fachbereich für Geisteswissenschaften und 2002 durch den Fachbereich für Human- und Umweltwissenschaften ergänzt. 2013 kamen der Fachbereich für Naturwissenschaften und ingenieurwesen, der Fachbereich für Architektur und Umweltdesign und der Fachbereich für Krankenpflege hinzu. 2015 wurden der Fachbereich für Soziologie, der Fachbereich für Interkulturelle Studien, der Pädagogische Fachbereich und der Fachbereich für Ernährung ergänzt.

### Kanto Gakuin Women’s Junior College
Das Kanto Gakuin Women’s Junior College (関東学院女子短期大学, Kantō Gakuin Joshi Tanki Daigakubu) war eine private voruniversitäre Bildungseinrichtung. Sie wurde 1950 als Kanto Gakuin Daigaku Tankidaigakubu (関東学院大学短期大学部) eröffnet und war der Kanto-Gakuin-Universität angegliedert. Am 1. April 1957 erfolgte die Umbenennung in Kanto Gakuin Tankidaigaku (関東学院短期大学). Am 1. April 1967 wurde die Einrichtung in ein Junior College für Frauen umgewandelt und in Kanto Gakuin Women’s Junior College umbenannt. Es wurde am 30. September 2004 geschlossen.
Das Junior College für Frauen bot Kurse in japanischer Literatur, englischer Sprache, Lebenskultur, Hauswirtschaft, Lebensmittelwissenschaft und Ernährung, frühkindliche Erziehung und Managementinformationen an.

### Weitere Einrichtungen

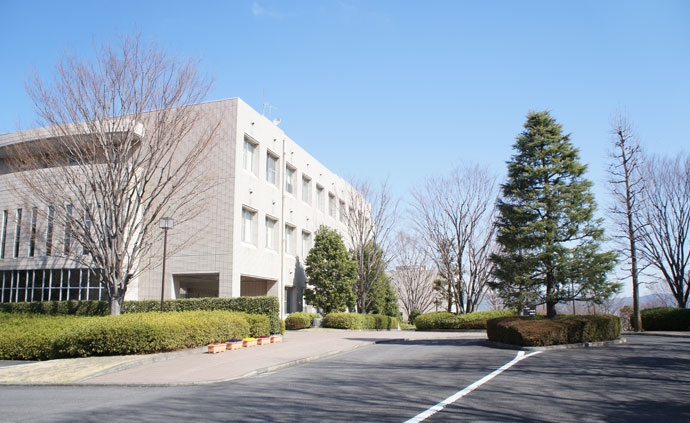
Shonan Odawara Campus

Seit 2021 wurde das Internationale Studentenwohnheim eröffnet.

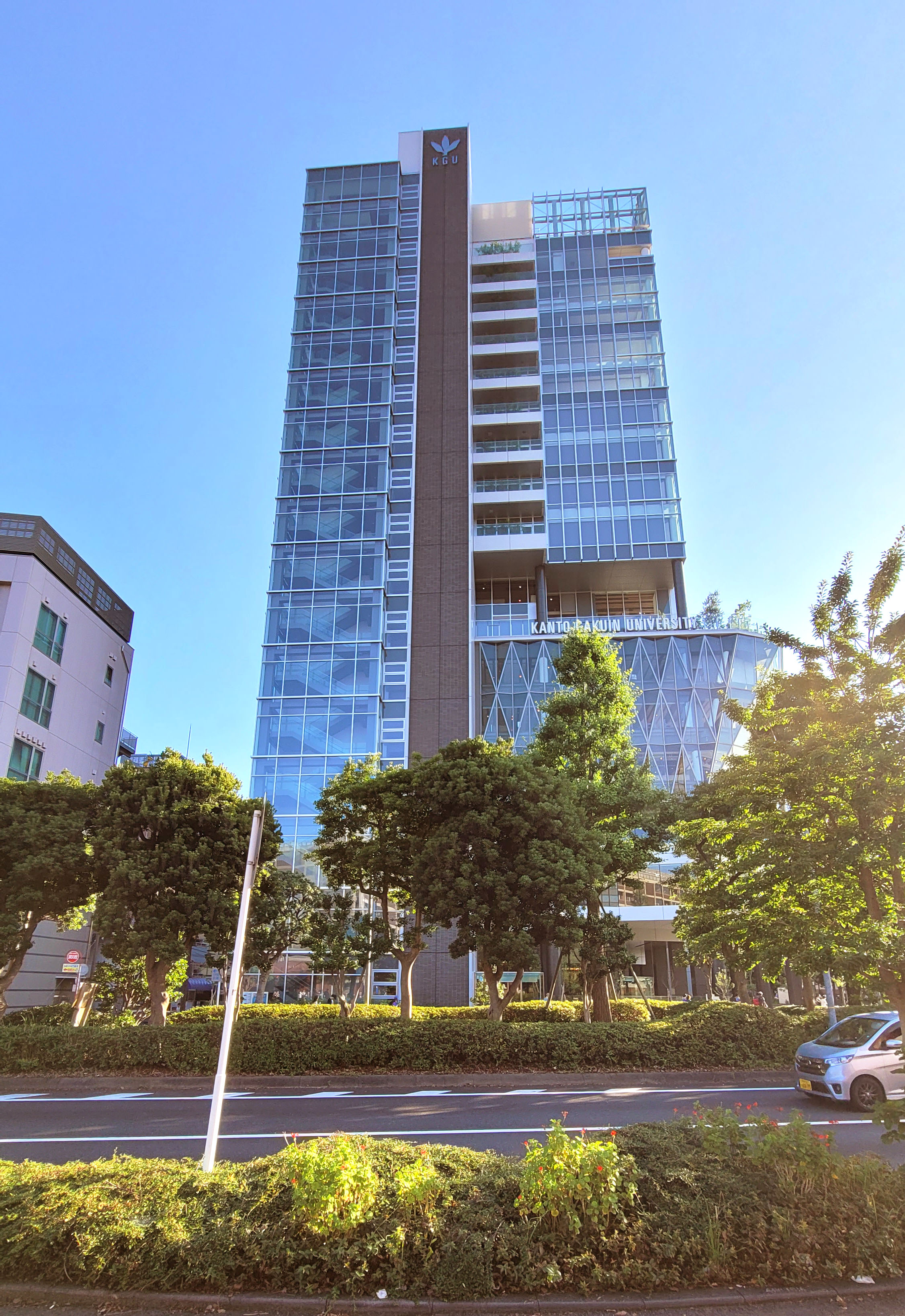
Kanto Gakuin University, Yokohama Kannai Campus

## Standorte
Die Kanto-Gaukin-Universität verteilt sich auf mehrere Campi.
Der Yokohama Kanazawa Hakkei Campus liegt an der Hirakata-Bucht und beherbergt Labore, Vorlesungssäle, IT-Einrichtungen und eine Bibliothek. Er ist der Hauptcampus der Universität und beherbergt die Fakultäten für Wirtschaftswissenschaften, für Ingenieurwesen und für Human- und Umweltwissenschaften, sowie das Graduiertenkolleg für Rechtswissenschaften.
Im April 2023 wurde im Kannai-Viertel, dem Verwaltungs- und Geschäftszentrum von Yokohama, der 19-stöckiger Yokohama Kannai Campus eröffnet. Er ist mit einem öffentlich zugänglichen Co-Working-Space und einer Lounge für kulturellen Austausch ausgestattet.
Auf dem Kanazawa Bunko Campus ist die Fakultät für Geisteswissenschaften untergebracht. Der Name des Campus ist von der ältesten Samurai-Bibliothek Japans, Kanazawa Bunko, abgeleitet, die während der Kamakura-Periode gegründet wurde. Außerdem wurden dort die Sportplätze der Universität für Baseball, Rugby und Leichtathletik angelegt.
Der Shonan Odawara Campus befindet sich in einem hügeligen Gebiet von Odawara mit Blick auf die Sagami-Bucht. Dort befindet sich das internationale Forschungs- und Ausbildungszentrum und die Fakultät für Rechtswissenschaften.

## Organisation
Bachelor-, Master- und Promotionsstudiengänge werden von der Fakultät für Geisteswissenschaften, der Fakultät für Wirtschaftswissenschaften, der Fakultät  für Rechtswissenschaft und der Fakultät  für Ingenieurwesen angeboten. Bachelor-Studiengänge werden vom Institut für Human- und Umweltstudien angeboten.

### Fakultäten
- Fakultät für Geisteswissenschaften
  - Fachbereich für Englisch
  - Fachbereich für Vergleichende Kulturwissenschaft
  - Fachbereich für Angewandte Soziologie
- Fakultät für Wirtschaftswissenschaften
  - Fachbereich für Economics
  - Fachbereich für Business
- Fakultät für Rechtswissenschaft
  - Fachbereich für Rechtswissenschaft
- Fakultät für Ingenieurwesen
  - Fachbereich für Maschinenbau
  - Fachbereich für Elektrotechnik und elektronische Informationstechnik
  - Fachbereich für Netzwerk- und Multimediatechnik
  - Fachbereich für Architektur
  - Fachbereich für Bau- und Umweltingenieurwesen
  - Fachbereich für Angewandte Material- und Biowissenschaft
- Fakultät für Human- und Umweltwissenschaften
  - Fachbereich für Moderne Kommunikation
  - Fachbereich für Human Environmental Design (Mensch-Umwelt-Design)
  - Fachbereich für Gesundheit und Ernährung
  - Fachbereich für Human Development (Menschliche Entwicklung)

### Graduiertenkollege
In den Graduiertenkollegen können Studenten nach dem Grundstudium ihre Forschungsschwerpunkte vertiefen. Auch Berufstätige werden aufgenommen.
- Graduiertenkolleg für Geisteswissenschaften
- Graduiertenkolleg für Ingenieurwesen
- Graduiertenkolleg für Wirtschaftswissenschaften
- Graduiertenkolleg für Rechtswissenschaft seit 2004[6]
- Graduiertenkolleg für Krankenpflege

## Internationaler Austausch
Die Kanto-Gaukin-Universität unterhält Austauschabkommen mit Colleges, Universitäten und Forschungsinstituten in vielen Ländern der Welt, das den japanischen Studenten und Postdoktoranden Stipendien und Forschungsaufenthalte ermöglichen und ausländische Studenten an die Universität holt. Kontakte bestehen zu Universitäten in den Vereinigten Staaten von Amerika, Russland, China, Taiwan, Südkorea, Thailand, Philippinen, Vietnam, Indien, dem Vereinigten Königreich oder der Türkei. In Deutschland besteht ein Abkommen mit dem Thüringischen Institut für Textil- und Kunststoff-Forschung.

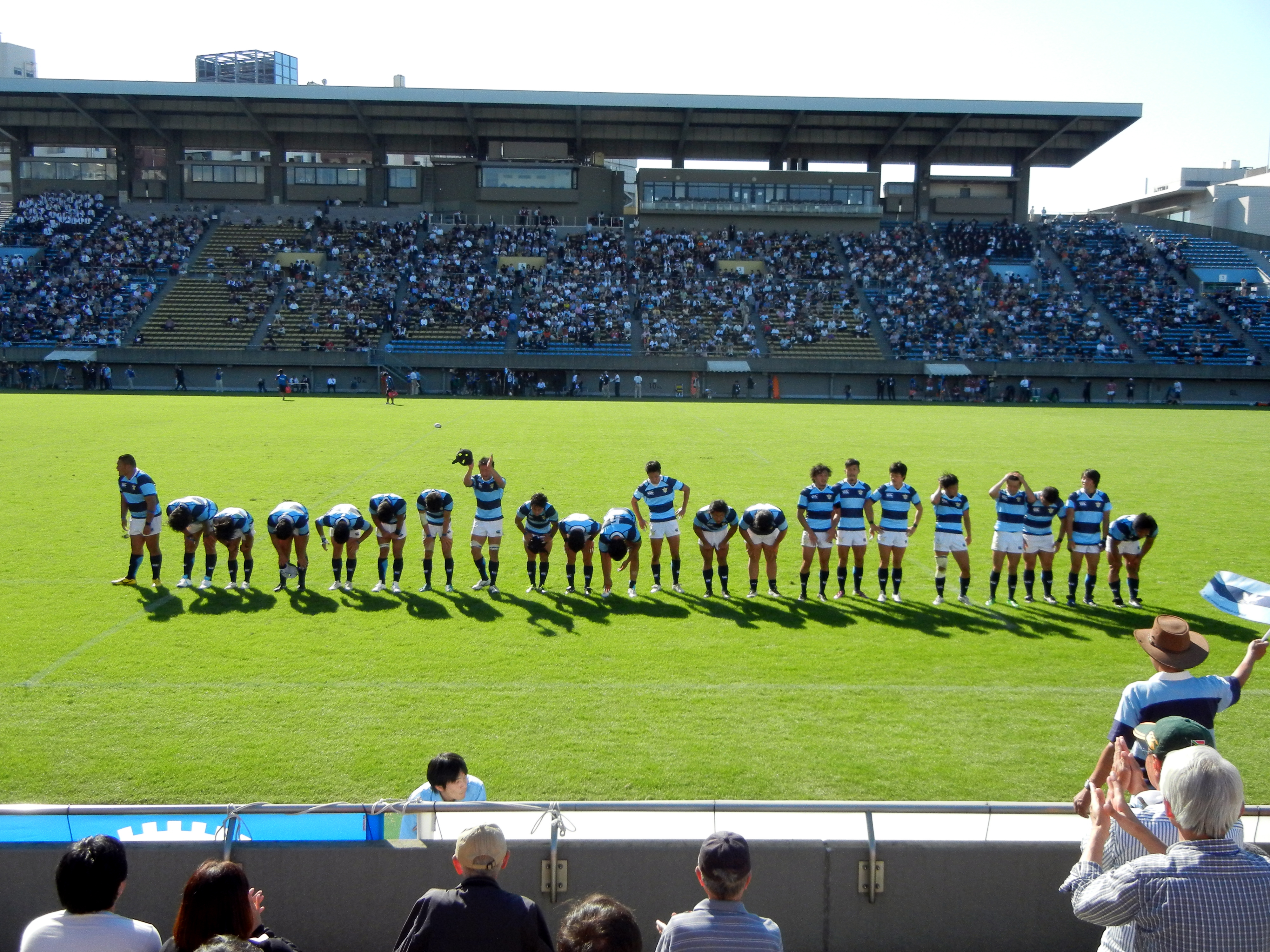
Kanto Gakuin University, Rugby-Spieler

## Sport und andere Vereinsaktivitäten
Die Universität bietet eine Vielzahl von Möglichkeiten, sich in kulturellen und Sportvereinen zu engagieren.
Die Universität unterstützt die universitären Sportvereine mit gut ausgestatteten Sportanlagen auf dem Kanazawa Bunko Campus. Es gibt Vereine für traditionelle japanische Kampfsportarten, Ballspielvereine und Vereine für andere Sportarten. Einige Spieler des Fußballvereins wurden von den Erstliga-Vereinen Yokohama F. Marinos und Sagan Tosu übernommen. Daneben engagieren sich die Studenten unter anderem in einem Kendo-Club, dem Fits Cheerleading-Club, einem Leichtathletik-Club, eine Rugby-Club und einen Handballverein.

## Namhafte Absolventen
- Alle Mitglieder der Asian Kung-Fu Generation (Rockband)
- Pape Mour Faye, Basketballspieler[15]
- Masashi Hosoya, Basketballspieler[16]
- Tomoko Kaneda, Synchronsprecherin
- Shinjirō Koizumi, Politiker[17]
- Takuro Miuchi, Rugbyspieler
- Takeya Mizugaki (M.S. Elektroingenieur), professioneller Mixed Martial Artist, ehemaliger WEC Nr. 1 Herausforderer, derzeitige UFC im Bantamgewicht[18]
- Takahiro Shimoyama, Basketballspieler[19]
- Itsuko Hasegawa, Architektin[20]